# Landgoed Spanderswoud
Het Landgoed Spanderswoud is een van de buitenplaatsen in 's-Graveland.  Het landgoed is particulier bezit en niet openbaar toegankelijk.  Diverse gebouwen, zoals het 19e-eeuwse hoofdhuis en de 18e-eeuwse boerderij, en de parkaanleg staan op de Rijksmonumentenlijst.

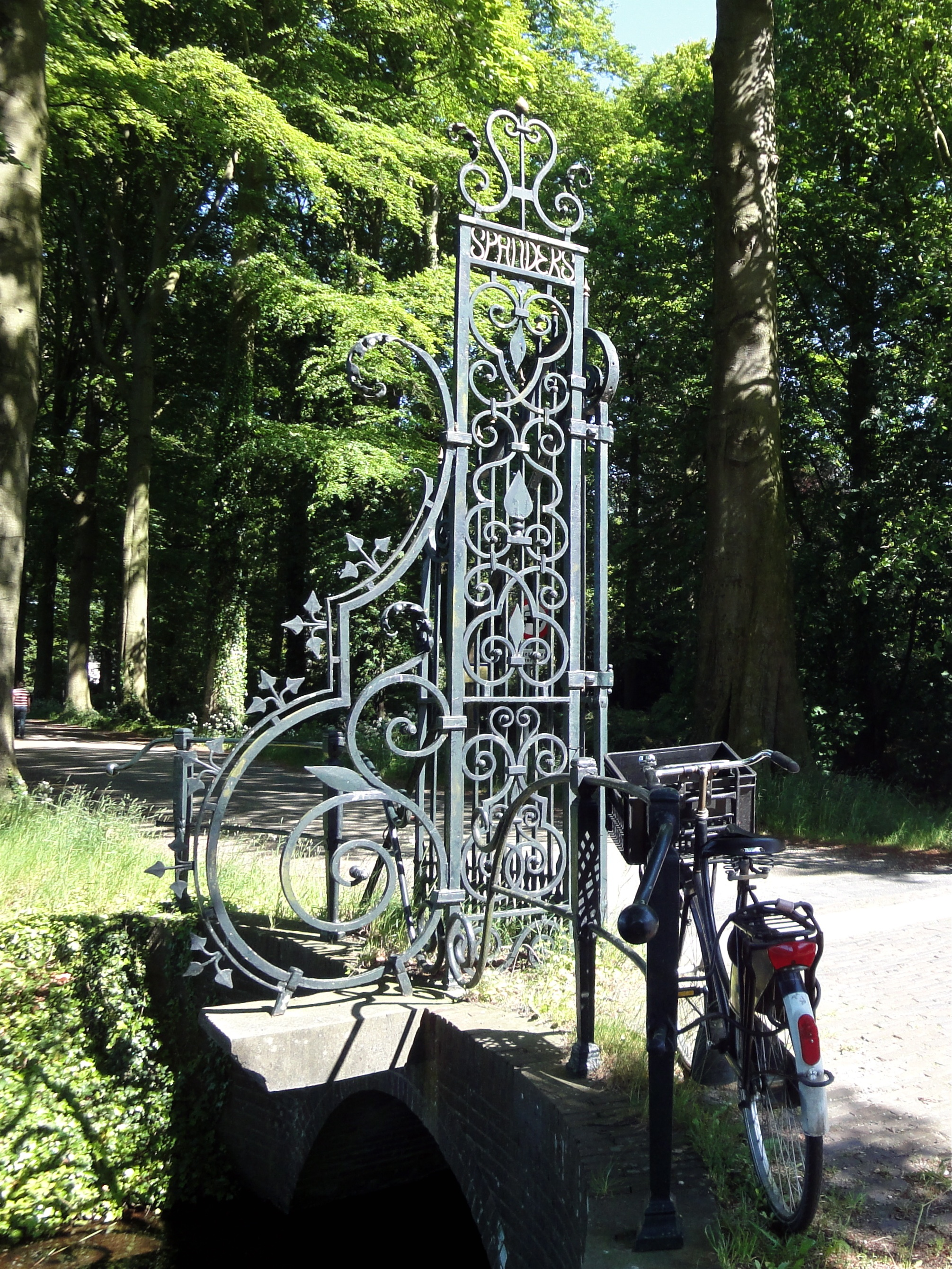
Stenen brug en smeedijzeren toegangshek
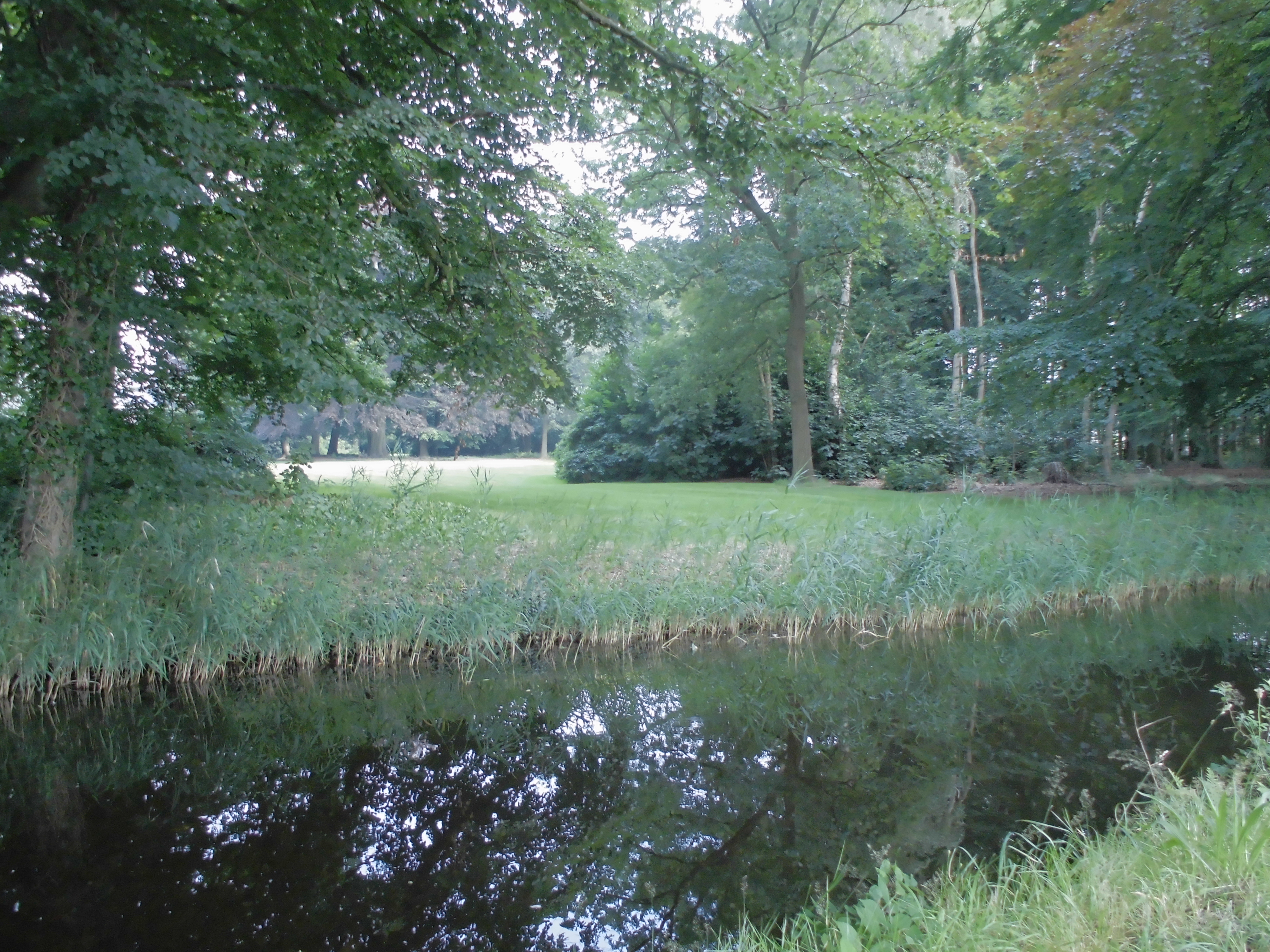
Tuin
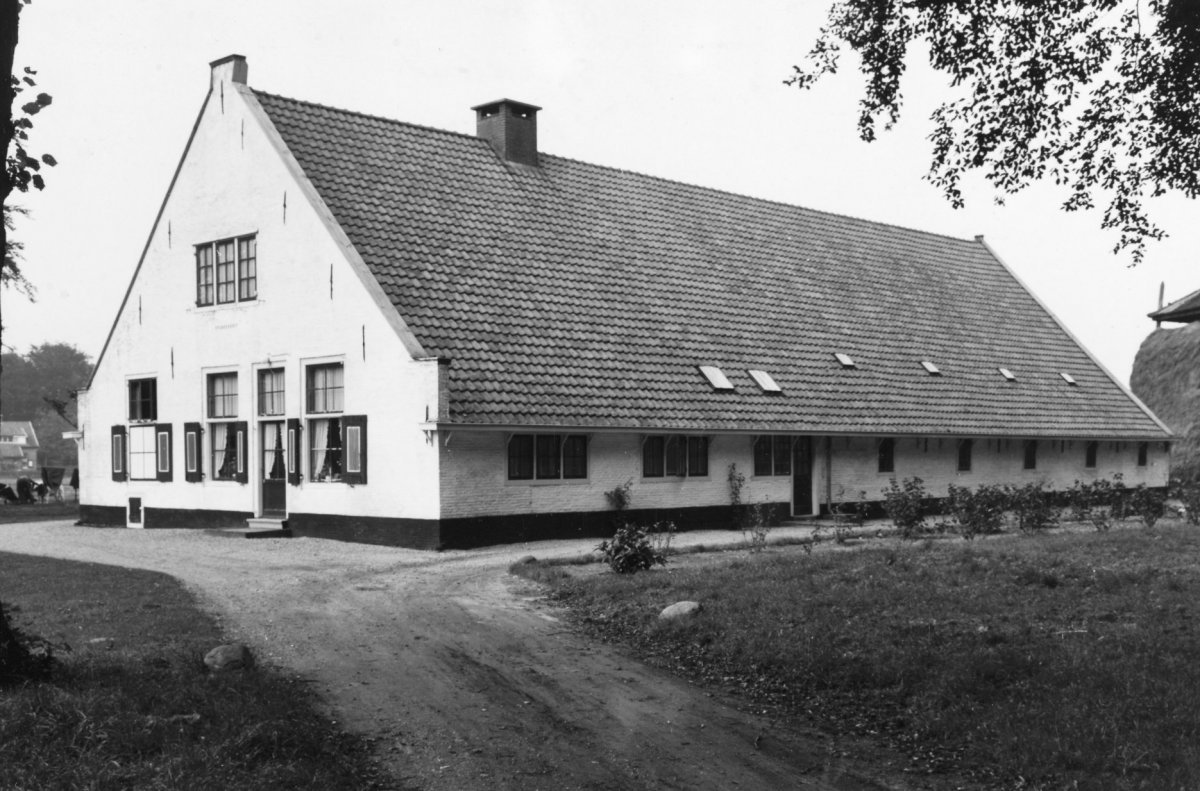
Boerderij Spandershof

Ten oosten van het landgoed ligt het natuurgebied Spanderswoud van het Goois Natuurreservaat, dat wel toegankelijk is.
Swaenenburgh ·
Schaep en Burgh · 
Boekesteyn · 
Sperwershof · 
Spanderswoud ·
Wolfsbergen  · 
Hilverbeek · 
Spiegelrust · 
Land en Bosch · 
Jagtlust · 
Schoonoord · 
Trompenburgh · 
Gooilust